# Western Railway Corridor
De Western Railway Corridor is de naam voor een geplande spoorverbinding in het westen van Ierland. Doel van het project is om de grotendeels opgeheven spoorlijn tussen Sligo en Limerick weer open te stellen voor passagiersvervoer. De zuidelijke helft, vanaf Athenry tot Limerick, is sinds 2012 weer in gebruik genomen. Hierdoor ontstond er in combinatie met de lijn Dublin - Galway weer een verbinding tussen de twee grootste steden in het westen, Galway en Limerick. Openstelling van het noordelijke deel is voorlopig door een gebrek aan middelen uitgesteld.